# آشلي أولسن
اشلي فولر اولسن (بالإنجليزية: Ashley Fuller Olsen)‏ (مواليد 13 يونيو 1986) هي ممثلة ومصممة أزياء ومؤلفة وسيدة أعمال أمريكية. شاركات في تأسيس بعض شركات الأزياء الفاخرة مثل The Row وElizabeth وJames. كما أسست شركات أزياء معقولة الأسعار مثل Olsenboye وStyleMint مع شقيقتها التوأم ماري كيت اولسن.

## الأعمال
- فول هاوس
- عطلة في الشمس
- ملائكة تشارلي: خنق كامل
- عائلة سيمبسون

## وصلات خارجية
- آشلي أولسن على موقع IMDb (الإنجليزية)
- آشلي أولسن على موقع ميتاكريتيك (الإنجليزية)
- آشلي أولسن على موقع روتن توميتوز (الإنجليزية)
- آشلي أولسن على موقع قاعدة بيانات الأفلام العربية
- آشلي أولسن على موقع ألو سيني (الفرنسية)
- آشلي أولسن على موقع ميوزك برينز (الإنجليزية)
- آشلي أولسن على موقع تيرنر كلاسيك موفيز (الإنجليزية)
- آشلي أولسن على موقع أول موفي (الإنجليزية)
- آشلي أولسن على موقع قاعدة بيانات الأفلام السويدية (السويدية)
- آشلي أولسن على موقع إن إن دي بي (الإنجليزية)
- Ashley Olsen at TV.com
- Ashley's Page